# RS-804
Pour les articles homonymes, voir Route 804.
La RS-804 est une route locale du Centre-Ouest de l'État du Rio Grande do Sul qui relie la BR-287, sur le territoire de la municipalité de Santa Maria, à la commune de Silveira Martins. Elle est longue de 12,820 km et dessert ces deux seules communes.